# Eddie Pope
George Edward „Eddie“ Pope (* 24. Dezember 1973 in Greensboro, North Carolina) ist ein ehemaliger US-amerikanischer Fußballer.
2007 beendete er seine Karriere bei Real Salt Lake.

## Karriere
Pope hatte bereits eine erfolgreiche Karriere an der University of North Carolina at Chapel Hill mit mehreren Ehrungen hinter sich, als er 1996 als Zweitpick des College Draft der Major League Soccer (MLS) zum Washingtoner Team D.C. United kam.
In der ersten MLS-Saison wurde er gleich zu einer lebenden Legende, da er im Saisonfinale (in der MLS wird nach Playoff-Modus gespielt) bei strömenden Regen per Kopfball den Siegtreffer in der Verlängerung zum 3:2 gegen die LA Galaxy erzielte. Im selben Jahr wurde er in den Kader der US-Auswahl berufen und absolvierte auch Länderspiele bei den Olympischen Sommerspielen 1996 in Atlanta, Georgia.
1997 war ein wegweisendes Jahr für Pope, da er nicht nur den Titel mit D.C. United verteidigen konnte, sondern auch in den All-Star-Kader der MLS und zum besten Abwehrspieler der Saison gewählt wurde. Auch 1998 war ein erfolgreiches Jahr für Pope, da er mit dem US-Team die CONCACAF-Meisterschaft gewann und D.C. United zum Gewinn des CONCACAF Interamerican Cup (vergleichbar mit der UEFA Champions League) durch den Siegtreffer im Finale schoss. 
In den nächsten Jahren war Pope immer wieder von Verletzungen geplagt und konnte einige Saisonspiele nicht bestreiten bzw. durchspielen. Dies hielt die Fans jedoch nicht davon ab, ihn in all den Jahren für das All-Star Game zu nominieren. 2000 war Pope außerdem erster Preisträger des MLS Humanitarian Award, einer Auszeichnung, die für besonderen Einsatz in der Gesellschaft durch MLS-Verantwortliche vergeben wird. Zwei Jahre später lief Pope bei allen fünf Begegnungen der Amerikaner bei der Weltmeisterschaft 2002 in Japan und Südkorea auf und war einer der entscheidenden Faktoren für deren überraschend erfolgreiches Abschneiden.
Nach all den verletzungsreichen Jahren ging Pope 2002 zu den MetroStars, wo er drei Jahre lang weiterhin exzellente Abwehrarbeit verrichtete und mit seinen Mitspielern die beste Abwehr der Liga formte. 2005 ging Pope zu Real Salt Lake.
2006 schied die USA mit Eddie Pope bei der Weltmeisterschaft in Deutschland nach schwachen Leistungen bereits in der Vorrunde aus. Für Pope war es die letzte Weltmeisterschaft, da er Anfang August 2006 verkündete, sich aus dem internationalen Fußball zurückziehen zu wollen. Er beendete seine Länderspielkarriere nach 82 Spielen und acht Toren.
Insgesamt absolvierte Eddie Pope in elf Jahren Major League Soccer 254 Spiele, erzielte zehn Tore und wurde in die beste MLS-Elf aller Zeiten gewählt. 

## Statistik
Länderspiele
- 82 (8 Tore)

Titel
- MLS Cup: 1996, 1997
- CONCACAF Champions Cup: 1998
- CONCACAF Interamerican Cup: 1998
- MLS Verteidiger des Jahres 1997
- MLS Best XI: 1997, 2003, 2004
- MLS Humanitarian Of The Year: 2000
- MLS All-Star: 1997, 1998, 1999, 2000, 2001
- MLS All-Time Best XI